# Уильямс, Джереми (боксёр)
Джереми Аллен Уильямс (англ. Jeremy Allen Williams; род. 19 августа 1972, Форт-Додж, Айова) — американский боксёр-профессионал, выступавший в тяжёлой весовой категории. Чемпион мира по версии WBU (2013), неоднократный континентальный чемпион Америк по версии WBC и Северной Америки по версии WBO. Как любитель — бронзовый призёр Игр доброй воли 1990 года, двукратный победитель национальных турниров «Золотые перчатки».

## Любительская карьера
Как любитель дважды становился чемпионом национальных турниров «Золотые перчатки» и впоследствии стал членом Зала славы «Золотых перчаток». Выиграл также молодёжные Олимпийские игры и завоевал бронзовую медаль на Играх доброй воли 1990 года. В 1992 году претендовал на место в сборной США на барселонской Олимпиаде, но в национальных отборочных соревнованиях проиграл Монтеллу Гриффину.
В общей сложности за любительскую карьеру одержал 168 побед при 4 поражениях.

## Профессиональная карьера
Дебют в профессиональном боксе состоялся в октябре 1992 года. В бою с Джерри Арентценом Уильямс победил техническим нокаутом во 2-м раунде. До января 1994 года выступал без поражений, за это время выиграв 15 боёв. Среди прочих нанёс первое поражение в профессиональной карьере бывшему олимпийцу Данеллу Николсону. Более крупный Николсон в этой встрече был фаворитом, но Уильямс атаковал с самого начала, а когда Николсон начал выравнивать бой, за минуту до конца 2-го раунда поймал соперника с опущенными руками и ударом справа отправил его в нокдаун. Вскоре после этого Уильямс прижал Николсона к канатам и окончил бой комбинацией из правого апперкота, левого хука и правого кросса. Во встрече с Марионом Уилсоном в марте 1993 года побывал в нокдауне, но вс1 же выиграл бой единогласным решением судей. 7 декабря 1993 года завоевал вакантный титул континентального чемпиона обеих Америк по версии WBC, победив техническим нокаутом Гаринга Лейна. Спустя полтора месяца отстоял чемпионское звание в бою против Марка Уиллза (нокаут в 9-м раунде).
В марте 1994 года не потерпевший ни одного поражения до этого дня Уильямс защищал титул континентального чемпиона в бою с другим непобеждённым боксёром — Ларри Дональдом. Дональд, более высокий и тяжёлый, чем действующий чемпион, провёл бой на расстоянии, не позволяя тому приблизиться, чтобы использовать свой опасный длинный левый джеб, и победил решением большинства судей.
После поражения от Дональда одержал 11 побед подряд, в том числе над такими именитыми соперниками как Берт Купер и Ливай Биллапс. В январе 1995 года завоевал титул чемпиона штата Калифорния, победив техническим нокаутом Эвертона Дэвиса после того как оба бойца по несколько раз успели оказаться на полу. В июле того же года вторично стал континентальным чемпионом Америк по версии WBC, победив техническим нокаутом в бою за вакантный титул Куинна Наварре (встреча была равной в 1-м раунде, но уже во втором была остановлена за явным преимуществом Уильямса). После этого отстоял чемпионское звание, также после победы техническим нокаутом над Дэвидом Сьюэллом.
В июне 1996 года, после более чем двух лет без поражений, встретился в бою за вакантное звание чемпиона мира в тяжёлом весе по версии WBO с Генри Акинванде, к тому моменту одержавшим 29 побед при одной ничьей и ни разу не побеждённым. Эта встреча окончилась победой Акинванде нокаутом в третьем раунде.
После второго поражения Уильямс начал новую серию побед, на этот раз в восьми боях подряд. На этом отрезке карьеры он добавил к своим американским титулам по версии WBC звание чемпиона Североамериканской боксёрской организации, входящей в структуру WBO. В бою за вакантный титул Уильямс победил техническим нокаутом в 1-м раунде Джеффа Лалли. Ни один из восьми выигранных боёв не шёл до конца — Уильямс либо выигрывал их нокаутом, либо их останавливали досрочно за его явным преимуществом. Однако среди антрепренёров уже сложилось мнение, что он не способен бороться за звание чемпиона мира, которое боксёру никак не удавалось опровергнуть.
Очередную попытку доказать обоснованность своих претензий на место среди лучших тяжеловесов мира Уильямс предпринял в июне 1999 года, согласившись на бой с ведущим претендентом на мировой титул Айком Ибеабучи. Бой должна была транслировать сеть HBO, но призовой фонд встречи не устроил Ибеабучи, и тот отказался от участия. В итоге за 5 дней до боя противником Уильямса стал Морис Харрис, опытный, но не блестящий боксёр. Первая половина встречи проходила с переменным успехом, но Харрис сохранил больше сил и сумел навязать сопернику более удобный для себя дальний бой. В итоге он победил единогласным решением судей с большим перевесом (счёт в 10 раундах 99-89, 98-90 и 98-91).
Вслед за поражением от Харриса проиграл техническим нокаутом в 5-м раунде действующему чемпиону мира в тяжёлом весе по версии IBC Брайану Нильсену. После поражения Уильямс утверждал, что сдал бой сознательно, а позже — что его отравили, но специалисты посчитали результат боя справедливым. После этой встречи он сначала попытался стать актёром, а затем объявил о намерении перейти в более лёгкий вес, однако в итоге в 2002 году вернулся на ринг как тяжеловес. В первом же бою после возвращения, который Уильямс провёл против Луиса Монако, он опять победил нокаутом в первом раунде.
За остаток карьеры Уилямс выиграл несколько боёв против соперников с хорошей репутацией (Дэвид Бостис, Рон Герреро, Андре Перлетт) и свёл вничью 10-раундовую встречу с экс-чемпионом мира в первом тяжёлом весе Альфредом Коулом. После этих результатов он встретился в бою за очередной североамериканский титул (по версии NABF) с непобеждённым Сэмюэлом Питером, известным как «Нигерийский кошмар» и одержавшим к этому моменту 17 побед нокаутом в 20 боях. Питер продолжил серию и в этой встрече, победив нокаутом во 2-м раунде.
После встречи с Питером Уильямс провёл только два боя. В 2007 году он победил раздельным решением судей Гэри Гомеса, а в 2013 году встретился в бою за мировой титул по версии WBU с Трэвисом Фултоном. Эта встреча окончилась в 3-м раунде дисквалификацией Фултона за слишко частое вхождение в клинч. После этой победы Уильямс окончательно покинул ринг.

## Телевидение и кинокарьера
Уильямс снялся в фильме 2001 года «Чемпион» и в ленте 2005 года «Хрупкость». В 2005 и 2006 годах участвовал в двух сезонах реалити-шоу «Претендент» в качестве тренера.

## Смешанные боевые искусства карьеры
В 2005 году дебютировал в ММА WFC, победив Джоша Тамсена техническим нокаутом в первом раунде. В дальнейшем одержал ещё 4 победы, не потерпев ни одного поражения. Свой последний бой в MMA Уильямс провел 15 марта 2008 года, победив техническим нокаутом Огги Падекена.